# Font del Mig del Prat
La Font del Mig del Prat és una obra de l'Estany (Moianès) protegida com a Bé Cultural d'Interès Local.

## Descripció
La font del mig del prat és una surgència natural d'aigua, situada al costat del km 46 de la carretera de l'Estany a Moià (C-59), en un entorn agrícola antigament ocupat per un estany natural. La font és anterior a 1882 i consisteix en un recinte delimitat per un banc perimetral. El broc de la font es troba en un mur orientat a llevant. El recinte rep ombra dels arbres del voltant.
Es tracta d'una construcció de paredat que defineix un recinte amb un banc perimetral. El broc es troba a llevant i aboca l'aigua en un vas de lloses de pedra. Sembla que és una font de pou.

## Història
La font es troba documentada en un plànol del projecte de la carretera provincial de Moià a Calaf que porta la data 1882.
Quan es construí la font del Prat, la font de les Eres passà a anomenar-se "font vella".
A començament del segle XX l'aigua no brollava de manera continua. Així ho posa de manifest una acta de l'Ajuntament del mes de juliol de 1924. I es plantejaren fer un pou nou.
Entre 1973 i 1975 la Diputació de Barcelona va fer una placeta i va col·locar pedrissos per a seure.